# Anacroneuria calima
Anacroneuria calima är en bäcksländeart som beskrevs av Martha Lucia Baena och Rojas 1999. Anacroneuria calima ingår i släktet Anacroneuria och familjen jättebäcksländor. Inga underarter finns listade i Catalogue of Life.